# Peperomia divaricata
Peperomia divaricata är en pepparväxtart som beskrevs av Truman George Yuncker. Peperomia divaricata ingår i släktet peperomior, och familjen pepparväxter. Inga underarter finns listade i Catalogue of Life.